# 胞饮作用

胞饮作用

胞饮作用（英語：pinocytosis）又称液相胞吞、巨吞饮、吞饮，是细胞内吞作用从外界摄入溶质或液体的一种类型，是细胞外的小颗粒物质或微粒通过细胞膜的内陷包裹形成囊泡（胞饮体、胞饮囊泡，pinosome），并最终和溶酶体相融合并将囊泡内部的物质水解或者分解的过程。
胞饮作用需要消耗大量的三磷酸腺苷（ATP），这也是大部分细胞所使用的能量形式。与吞噬作用不同，胞饮作用主要是将细胞外液体摄入进入细胞内并产生非常小的囊泡。这两者的工作方式很像，但是吞噬作用对于其吞噬的物质是有选择性的，需要相应的配体与细胞表面的受体相结合才能启动这一作用。
与受体介导的内呑作用（receptor-mediated endocytosis）相比不同的是，胞饮作用将细胞周边的液体连同其中的溶质一起吞入，对于内呑进入细胞的物质是没有选择性的。